# Lagocheirus xileuco
Lagocheirus xileuco là một loài bọ cánh cứng trong họ Cerambycidae.